# 绿地中心·千玺广场
绿地中心·千玺广场是一棟位於中華人民共和國河南省鄭州的寶塔形超高層摩天大樓，由美國建筑设计公司SOM建築設計事務所設計。

## 简介
绿地中心·千玺广场原称“郑州会展宾馆”，位于郑州市郑东新区中央商务区的如意湖畔，毗邻河南艺术中心和郑州国际会展中心，是集商业、办公、五星级酒店和观光旅游等多功能为一体的综合性建筑。楼体呈优美的抛物线型，登封市的世界文化遗产，密檐式的嵩岳寺塔是其设计灵感，设计公司是美国SOM设计事务所与上海华东建筑设计研究院。该建筑总投资22亿，于2006年12月13日开工建设，2011年7月15日正式封顶，2012年9月30日建成投入使用。建筑高度280（919英尺），在郑东绿地中心落成前为郑州市最高的摩天大楼，有“中原第一高楼”之称，因其外形酷似玉米棒，而被当地人称为“大玉米”。
大厦38-55层为郑州JW万豪酒店，酒店拥有客房416间，于2014年7月30日开业，为万豪国际集团在河南省管理的首家酒店。